# Église San Salvatore al Vescovo
Pour les articles homonymes, voir San Salvatore.
L’église San Salvatore al Vescovo est un lieu de culte catholique situé sur la Piazza dell'Olio, dans le centre historique de Florence. Elle est adossée au palais de l'archevêché dont elle tire son nom.

## Histoire
Citée dès 1032, mais datant peut-être du IXe siècle, l'église semble avoir été reconstruite en 1221, probablement par Arnolfo di Cambio. Elle possède une petite façade romane bicolore comportant trois arcs aveugles reposant sur des colonnes. Elle est l'un des rares exemples dans la ville de façade en marbre antique avec la basilique Santa Maria Novella et la basilique San Miniato al Monte.
En 1737, l'intérieur de l'église subit une profonde restauration menée par l'architecte Bernardo Ciurini. Elle est décorée de fresques du XVIIIe siècle, parmi lesquelles une Transfiguration de Giovanni Domenico Ferretti dans la coupole du chœur, ainsi qu'une Ascension du Christ de Vincenzo Meucci sur le plafond de la nef. Une Adoration des bergers, également de Ferretti, est présente dans le chœur. L'accès à l'église se fait par la cour de l'archevêché.

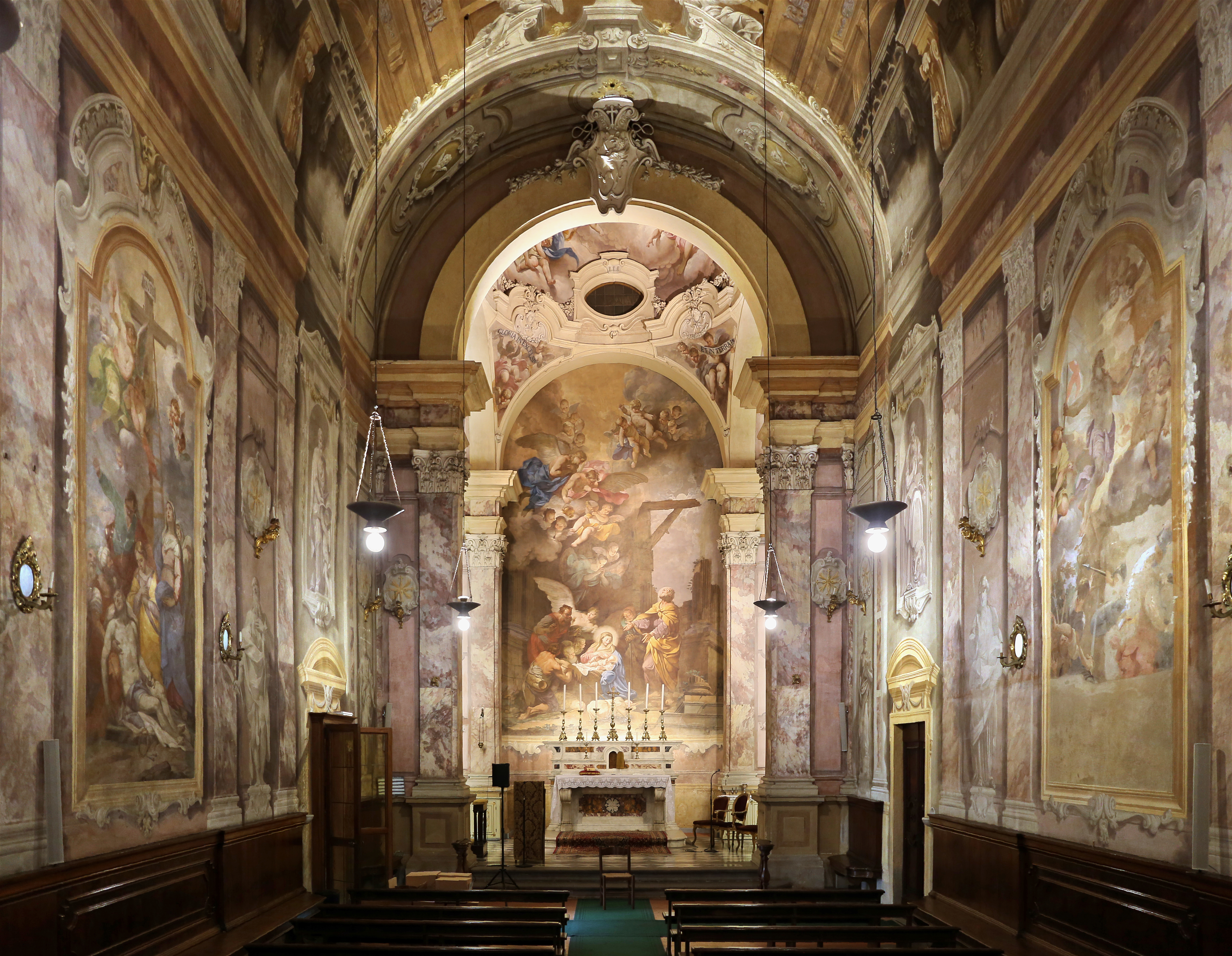
Interieur
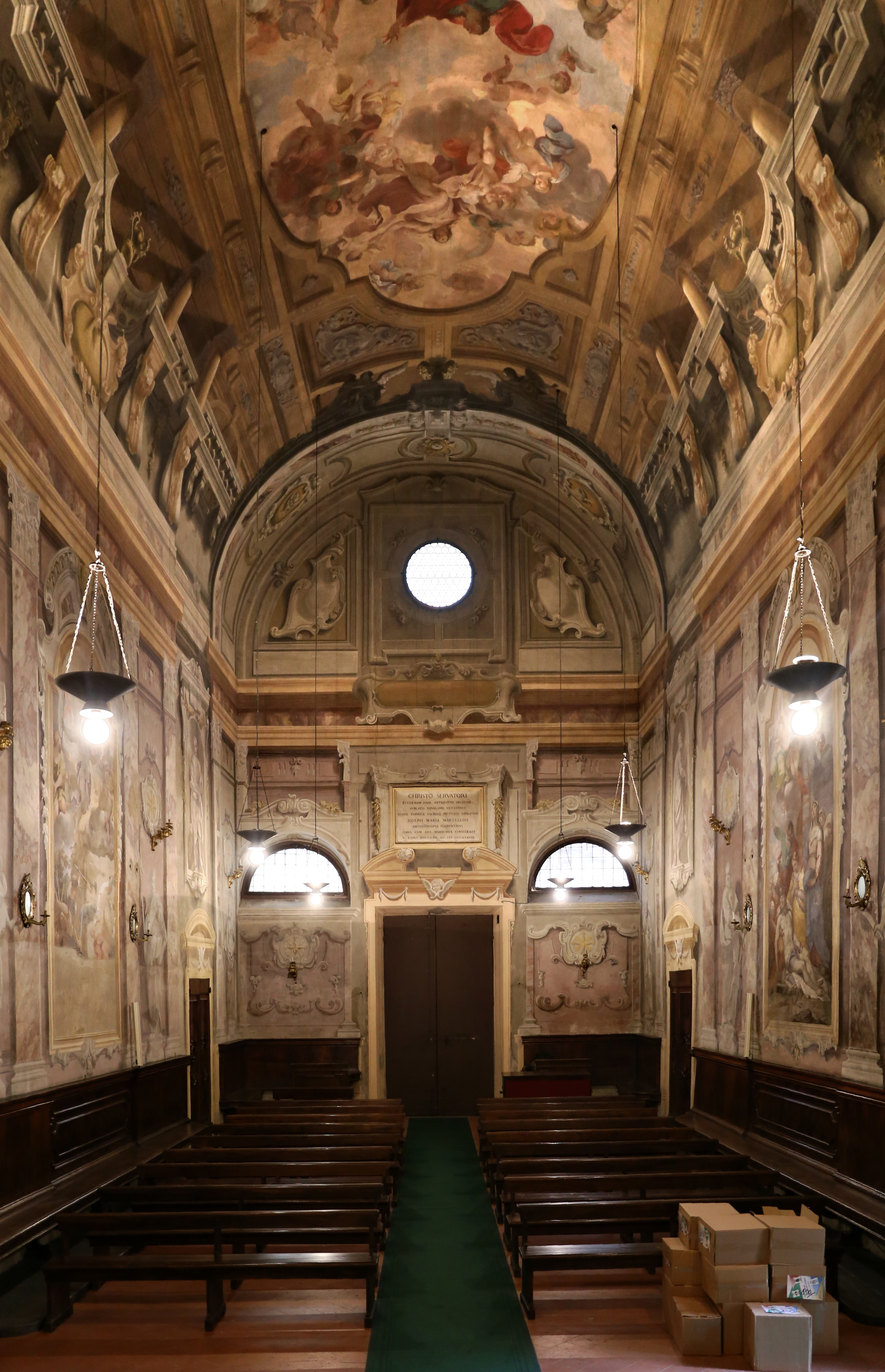
Interieur
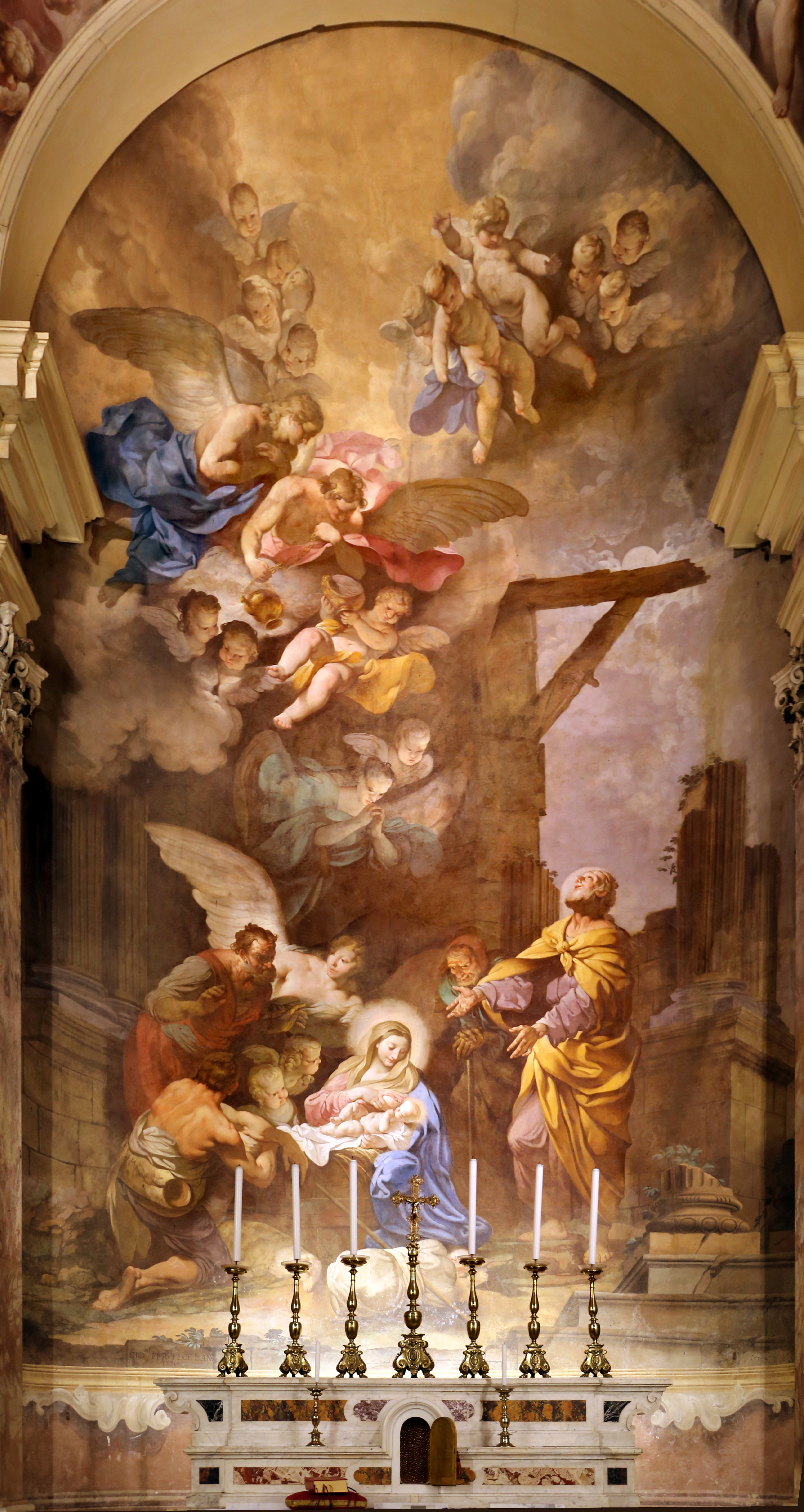
Gian Domenico Ferretti, Adorazione dei pastori, 1738
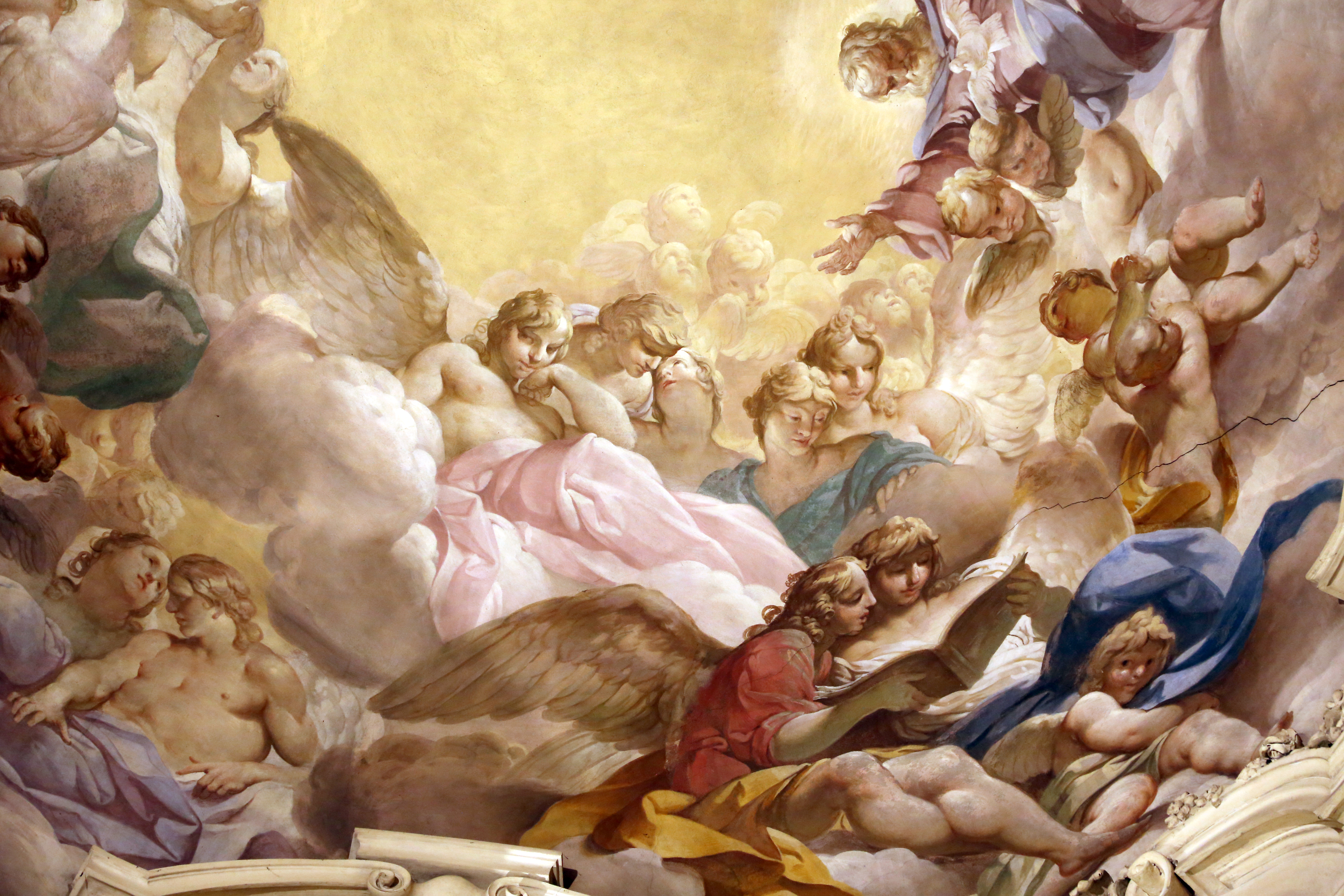
Gian Domenico Ferretti, affreschi della cupoletta del presbiterio
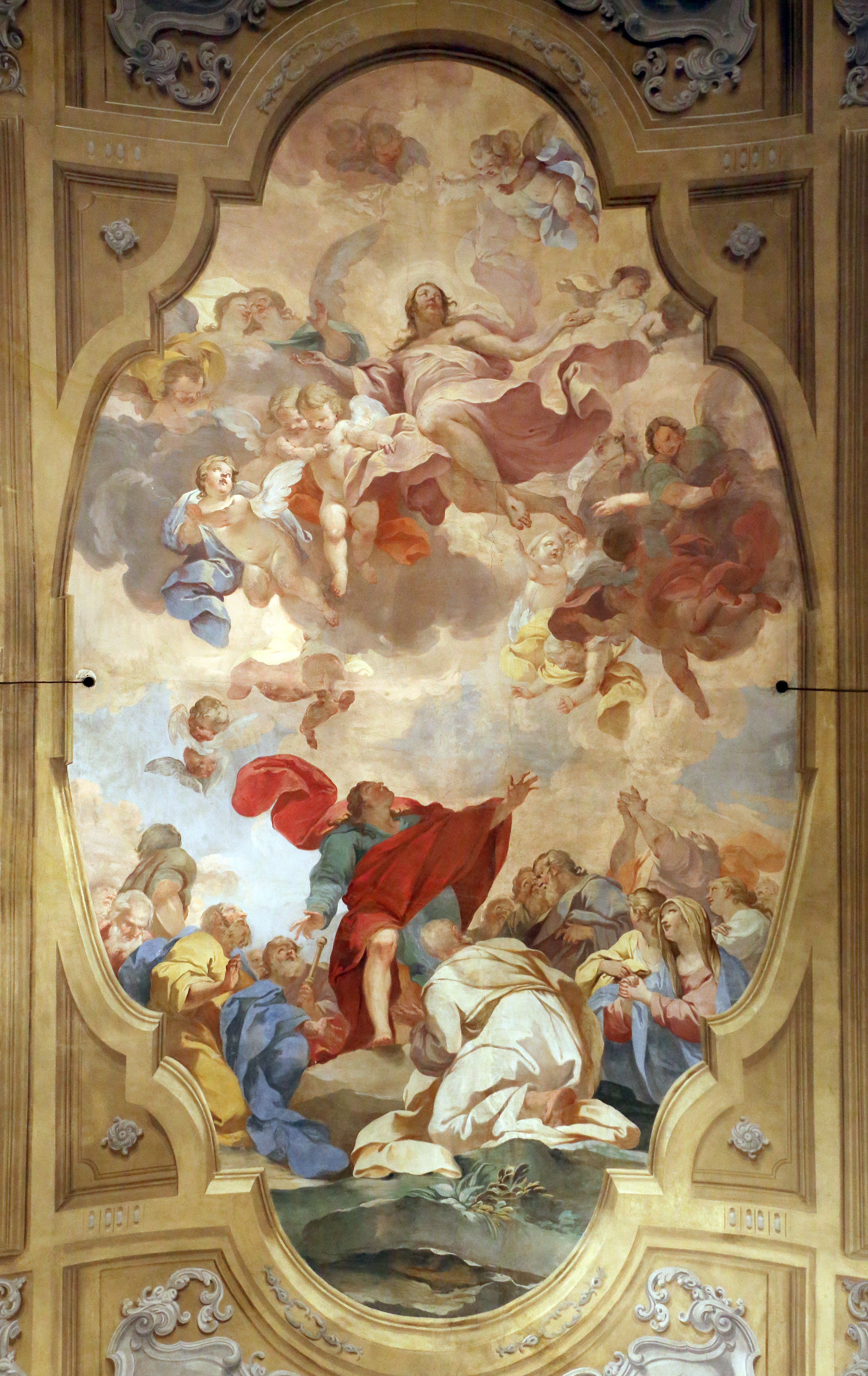
Vincenzo Meucci, Ascensione di Cristo

## Sources
- (it) Cet article est partiellement ou en totalité issu de l’article de Wikipédia en italien intitulé « Chiesa San Salvatore al Vescovo » (voir la liste des auteurs).